# كوري هيم
كوري هيم هو منتج أفلام وممثل كندي، ولد في 23 ديسمبر 1971 بتورونتو في كندا، وتوفي في 10 مارس 2010 ببربانك في الولايات المتحدة بسبب ذات الرئة.

## أعمال

### أفلام
- (1987) الأولاد الضائعون
- (2009)  فولت عالي[5]

## وصلات خارجية
- كوري هيم على موقع IMDb (الإنجليزية)
- كوري هيم على موقع ألو سيني (الفرنسية)
- كوري هيم على موقع ميوزك برينز (الإنجليزية)
- كوري هيم على موقع أول موفي (الإنجليزية)
- كوري هيم على موقع بوكس أوفيس موجو (الإنجليزية)
- كوري هيم على موقع قاعدة بيانات الأفلام السويدية (السويدية)
- كوري هيم على موقع إن إن دي بي (الإنجليزية)
- كوري هيم على موقع ديسكوغز (الإنجليزية)
- كوري هيم على موقع قاعدة بيانات الفيلم (الإنجليزية)
- كوري هيم على موقع كينوبويسك (الروسية)